# Espagne extrapéninsulaire
On appelle Espagne extrapéninsulaire (en espagnol : España extrapeninsular) l'ensemble des territoires de l'Espagne situés en dehors de la péninsule ibérique.

## Liste des territoires
| Nom | Capitale | Localisation     | Carte                                                | Statut              | Provinces                         |
| --- | --- | ---------------- | ---------------------------------------------------- | ------------------- | --------------------------------- |
| Îles Baléares (es) Islas Baleares (ca) Illes Balears                                                                                    | Palma | Mer Méditerranée | Situation géographique des îles Baléares en Espagne. | Communauté autonome | Îles Baléares                     |
| Îles Canaries (es) Canarias | Las Palmas de Gran Canaria et Santa Cruz de Tenerife                                                                                    | Océan Atlantique | Situation géographique des îles Canaries en Espagne. | Communauté autonome | Las Palmas Santa Cruz de Tenerife |
| Ceuta (es) Ceuta | Ceuta (es) Ceuta | Afrique du Nord  | Situation géographique de Ceuta en Espagne.          | Ville autonome      | aucune                            |
| Melilla (es) Melilla | Melilla (es) Melilla | Afrique du Nord  | Situation géographique de Melilla en Espagne.        | Ville autonome      | aucune                            |
| Îles Zaffarines (es) Islas Chafarinas Îles Alhucemas (es) Islas Alhucemas Rocher de Vélez de la Gomera (es) Peñón de Vélez de la Gomera | Îles Zaffarines (es) Islas Chafarinas Îles Alhucemas (es) Islas Alhucemas Rocher de Vélez de la Gomera (es) Peñón de Vélez de la Gomera | Afrique du Nord  | Les différentes places de souveraineté               | Plazas de soberanía | aucune                            |

## Chiffres
L'Espagne extra-péninsulaire couvre un total de 12 286 km2 soit 2,44 % de la superficie de l'Espagne. En 2016, sa population est de 3 379 689 habitants soit 7,5 % de la population espagnole. Les plus grandes villes sont Palma de Majorque (Îles Baléares) et Las Palmas de Grande Canarie (Îles Canaries), avec près de 400 000 habitants chacune.